# 解状
解状（げじょう）とは、平安時代から中世初期にかけて下級身分の者が上申する際に用いた文書の様式。解文（げぶみ）ともいう。

## 概要
公式令には下級の官司が上級の官司に上申する際に用いた「解」という文書様式があったが、平安時代に入ると官人個人や庶民・寺社などが朝廷や諸官司、貴族や荘園領主などの上級身分者に上申を行う文書としても応用されるようになり、公式令が定めた本来の書式から離れたものも登場するようになった。こうした文書を本来の解と区別する意味で解状・解文と称した。
基本的な書式は解のそれを継承し、「某解 申……事」という事書で始め「以解」で締めくくり、改行して年月日及び上申者の官位姓名を記すという書式はほとんどの解状・解文で用いられている。受領請負制の元において地方の国司（受領）から中央政府に出される解状は、地方行政に対して中央の決裁（天皇の勅裁もしくは太政官の官裁）を求める文書として重要視された。また、官位の申請、非法の糾弾、訴訟の提起などにも用いられた。特に尾張国の住民が国司を訴えた『尾張国郡司百姓等解文』は良く知られている。
中世に入ると、申状（申文）・愁状（愁文）・訴状など、目的に応じて文章の呼び方も細分化され、解状・解文という言葉は次第に用いられなくなった。